# Колін Бенкс
Колін Бенкс (16 січня 1932 — 9 березня 2002) — британський дизайнер, який разом із Джоном Майлзом у 1958 році заснував у Лондоні компанію Banks & Miles, дизайнерів і типографів. Серед основних клієнтів партнерства були Асоціація споживачів, Пошта, British Telecom і London Transport, для яких вони переробили знаменитий шрифт Едварда Джонстона «Underground Sans» на New Johnston .

## Раннє життя
Бенкс народився в Руїсліпі, Англія, і виріс у Маргейті. Він навчався в школах мистецтв у Рочестері та Мейдстоні, які згодом об'єдналися в Кентський інститут мистецтва та дизайну, а пізніше стали частиною Університету творчих мистецтв. У Мейдстоні він познайомився з Джоном Майлзом.

## Кар'єра
Разом з Джоном Майлзом він був випусковим редактором журналу «Which?» та пов'язаних з ним журналів з 1964 по 1993 рік.

## Типографіка
Бенкс був впливовим дизайнером, і його ідентичність Telecom (T), створена для British Telecommunications під час її заснування в 1981 році, породила багато наслідувачів. Його заміна на BT "piper" Вольфа Олінса була сприйнята з глузуванням у 1991 році. У 1990 році Бенкс отримав престижну нагороду RSA/BBC Design Award за оновлений дизайн британської телефонної книги, який заощадив на папері. У 1972 році Майлз і Бенкс розробили характерний «дворядковий» алфавіт для Королівської пошти та Пошти Великобританії, а для лондонського транспорту – «Нью-Джонстон», відроджену «Підземні санси» Едварда Джонстона. Вони також розробили логотип Ланкастерського університету.
Бенкс був президентом Міжнародного товариства друкарських дизайнерів (ISTD) з 1988 по 1993 рік і з 2000 по 2002 рік.

## Публікації
Девід Джурі у книзі «Про обличчя» описав підхід Бенкса так: «Для нього було важливо зберегти дух Джонстона, а не сліпо дотримуватись правил конструкції, що б обмежило розвиток дизайну». Пізніше Бенкс створив книгу обмеженим тиражем для організації, вшановуючи пам’ять Едварда Джонстона.

## Особисте життя
З 1961 року він був у шлюбі з доктором Керолайн Грігсон, зоологом та дочкою поета Джеффрі Грігсона і його першої дружини. У них народилися двоє дітей: дочка Френсіс, яка трагічно загинула в автокатастрофі в 1978 році, та син Джо.
У 2002 році Бенкс помер від раку в Блекхіті, Лондон, у віці 70 років.

## Зовнішні посилання
- Джеймс Александр, некролог Коліна Бенкса, The Guardian, 4 квітня 2002 р.
- Джеремі Маєрсон, «Колін Бенкс», The Independent, 16 березня 2002 р.
- Архів TDC
- MyFonts
- Біографія Джона Майлза
- Лондонський музей транспорту, архівні ілюстрації для дизайну New Johnston Typeface [недоступне посилання з 01.11.2023]

Banks, Colin. Who's Who 2019. A & C Black. 2019. doi:10.1093/ww/9780199540884.013.U6389.